# Hamburg-Blankenese

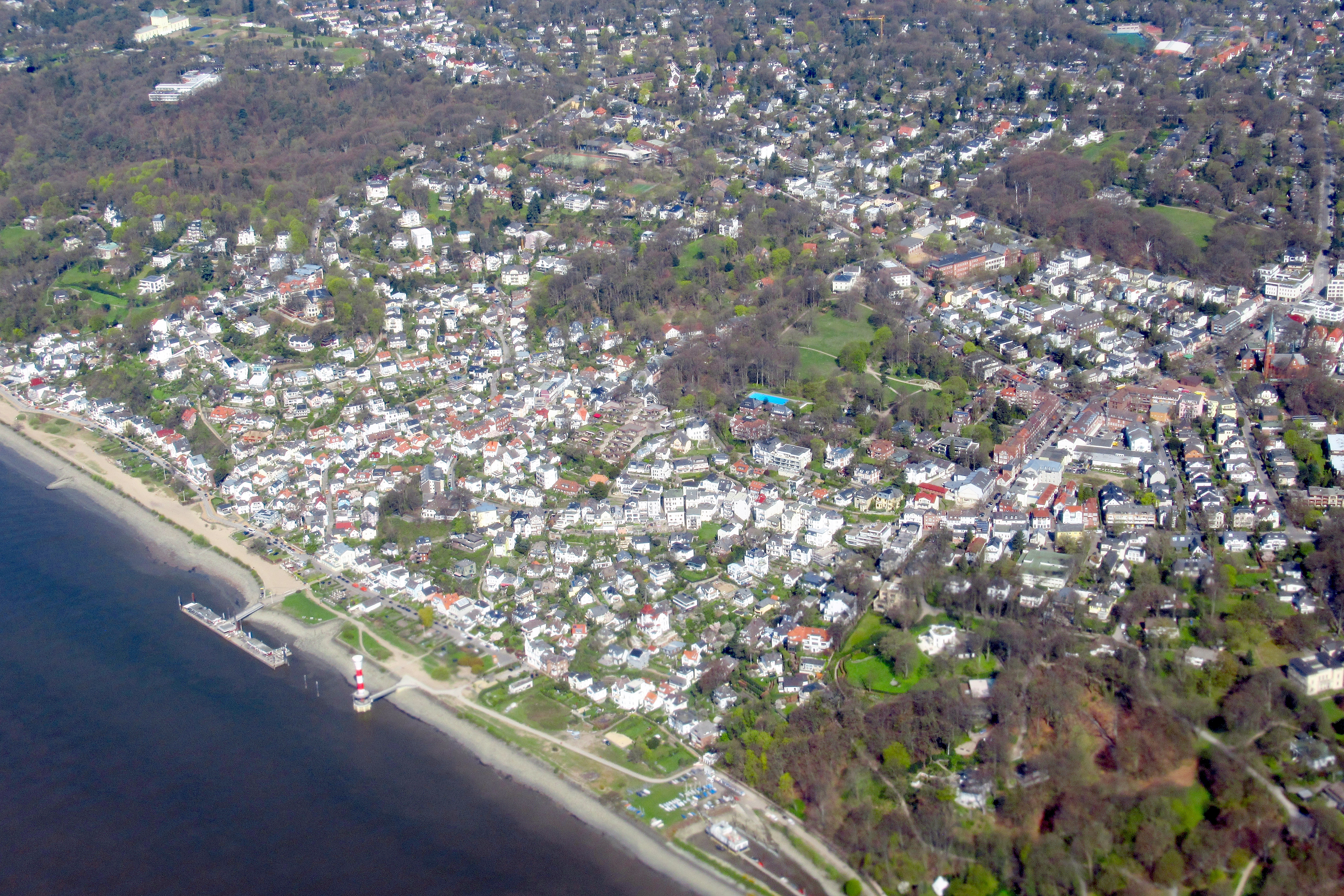
Blankenese

Hamburg-Blankenese is een stadsdeel van Hamburg-Altona, een district van de Duitse stad Hamburg met net geen 13.000 inwoners.

## Geschiedenis
Blankenese werd voor het eerst vernoemd in 1301. Het vissersdorpje behoorde eerst tot het graafschap Holstein-Pinneberg en later tot het hertogdom Holstein. In 1866 werd Blankenese een onderdeel van Pruisen. In 1919 fuseerde Blankenese met het nabijgelegen dorp Dockenhuden alvorens het in 1927 een deel werd van Altona. In 1938 werd Altona op zijn beurt een deel van Hamburg. Na de Tweede Wereldoorlog werd Dockenhuden een deel van Iserbrook.
Blankenese is gelegen op de tot meer dan 90 meter hoge, deels met bos bedekte hellingen van een stuwwal langs de oever van de  Elbe. Van de rivier naar de heuveltoppen lopen straatjes  met trappen. Dit  deel van  Blankenese, met de 74 1/2 meter hoge  Süllberg als hoogste punt van het voormalige vissersdorp, wordt het Treppenviertel genoemd. Iets ten westen van de Süllberg bevindt zich de  ongeveer 70 meter hoge Waseberg. De stadsbussen, die tegen deze 700 meter lange, op één punt 15% steile, helling 
oprijden, worden door de inwoners van Hamburg gekscherend Bergziegen (berggeiten) genoemd.  De beklimming van deze Waseberg komt regelmatig in het parcours van wielerkoersen, o.a. Cyclassics Hamburg, voor.
Blankenese is reeds sinds omstreeks 1800 een geliefd woonoord voor rijke burgers van Hamburg. Er staan talrijke villa's uit de periode 1800 - 1915. Veel van die villa's zijn door gerenommeerde architecten ontworpen, en zijn omgeven door fraaie  tuinen. Enkele van die tuinen  werden later openbare parken. Leden van de belangrijke Joodse  bankiersfamilie Warburg bezaten er ook onroerend goed, waaronder de door hen aan de stad geschonken latere Romeinse Tuin.

## Afbeeldingen

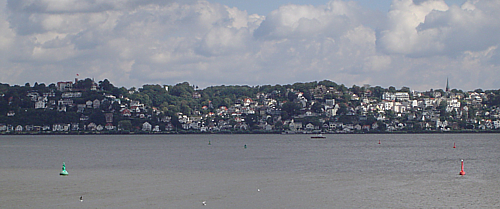
Blankenese vanop de zuidoever van de Elbe gezien
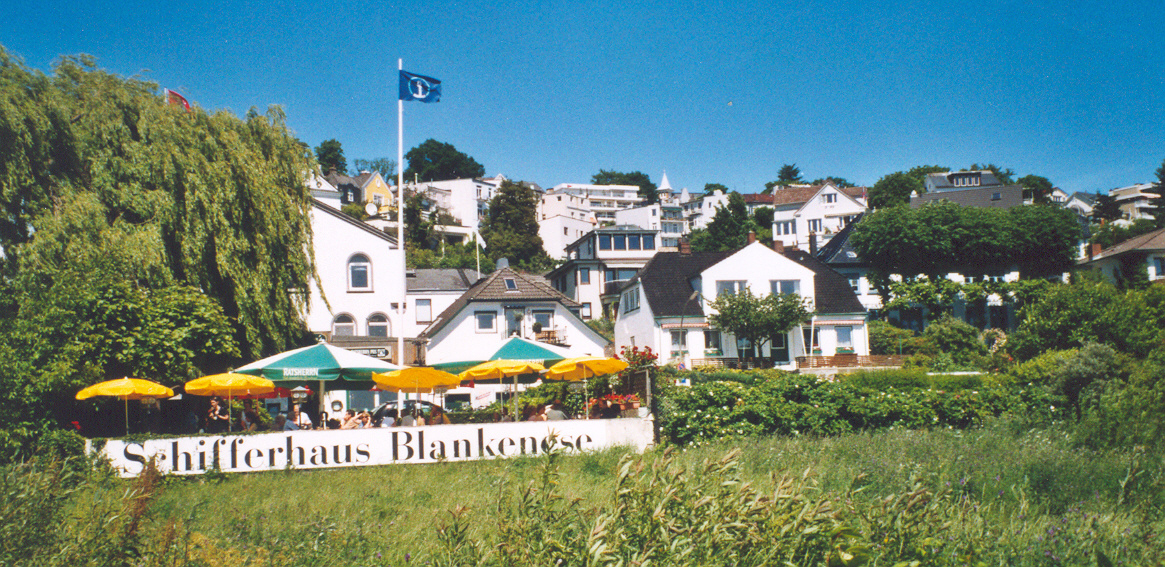
Strand van Blankenese

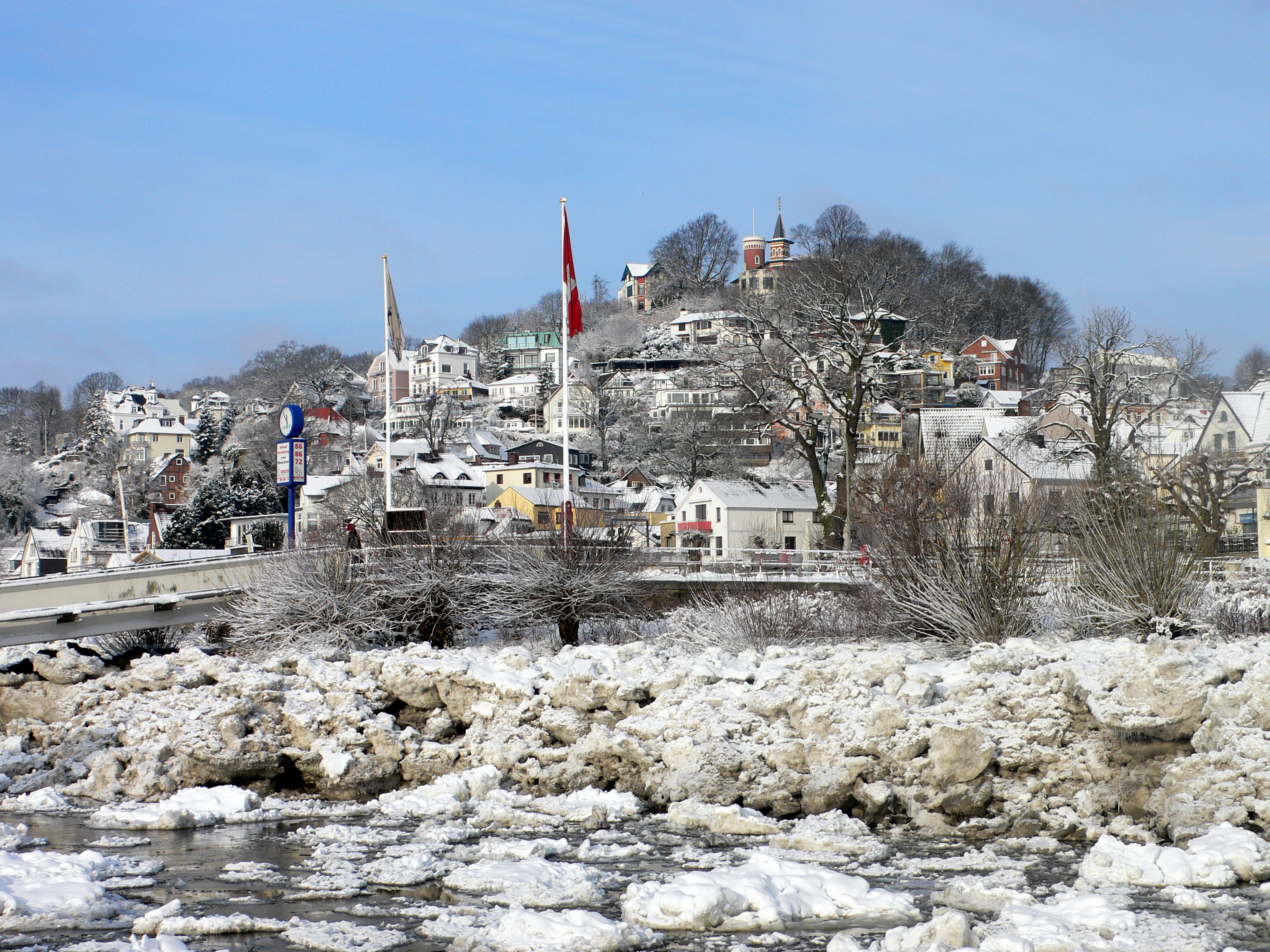
De Süllberg te Blankenese in de winter
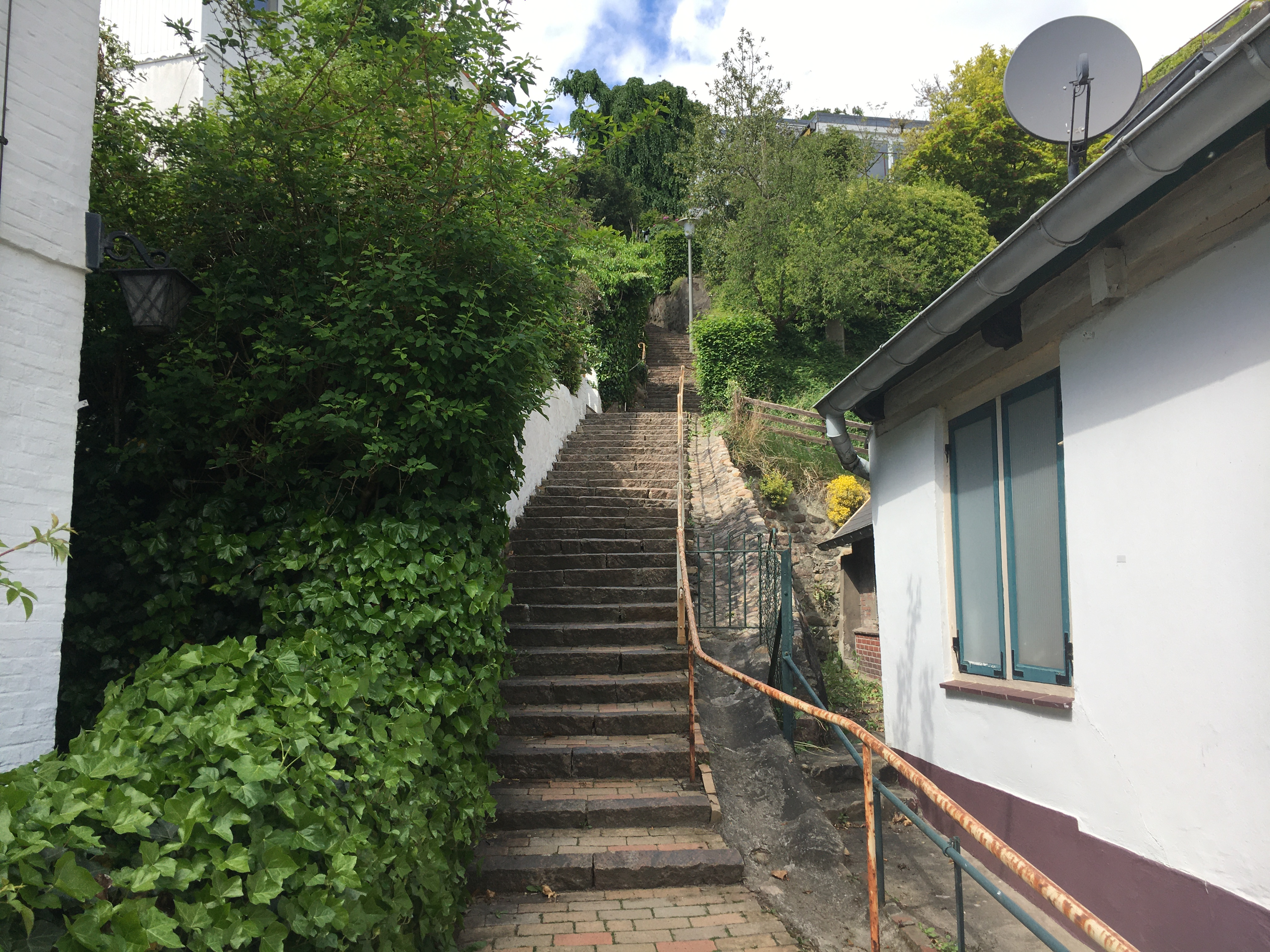
Trap naar de Süllberg in het Treppenviertel
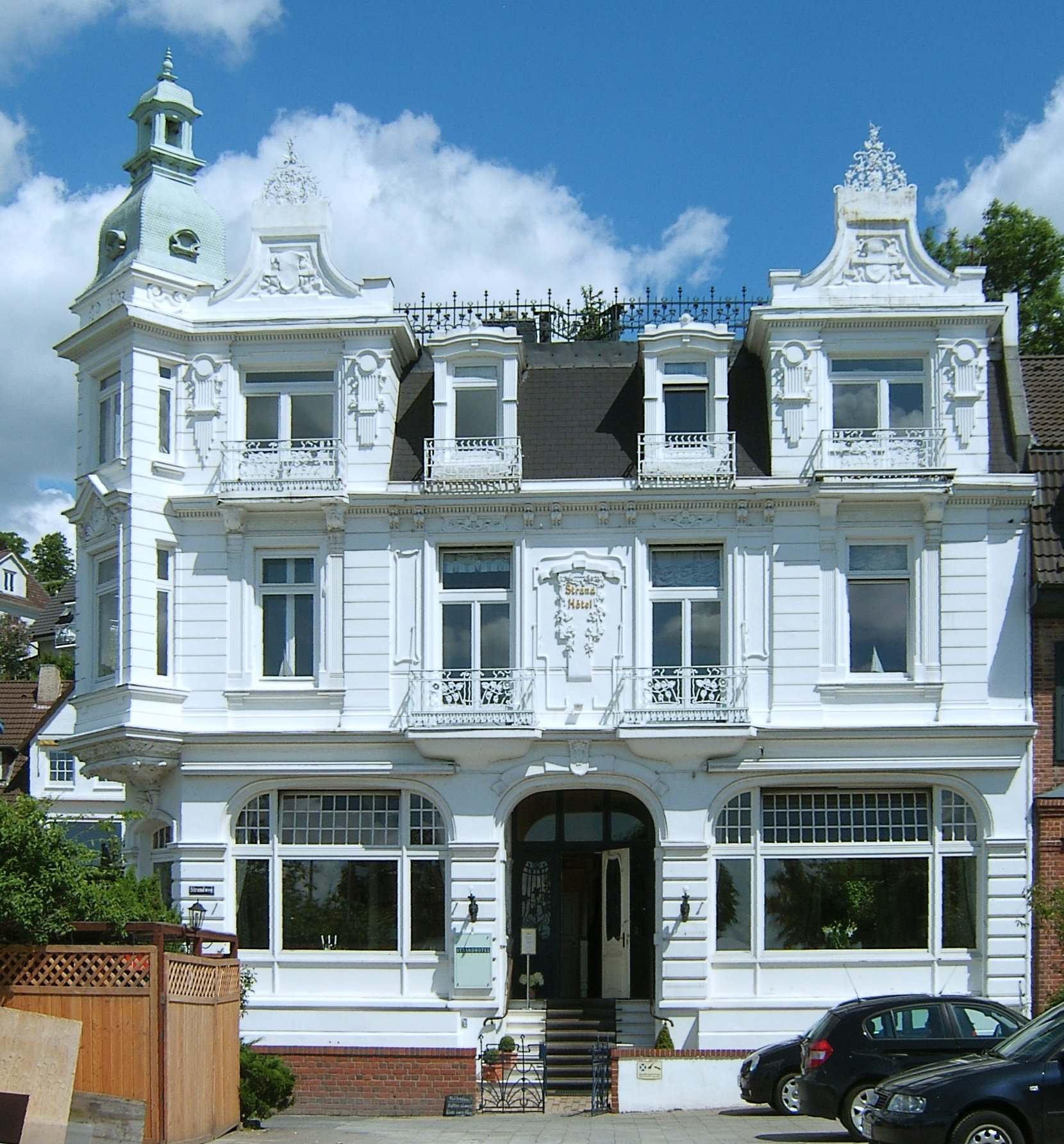
Strandhotel, gebouwd in 1902